# Lijst van Namibische hoofdwegen
De hoofdwegen in Namibië vormen een netwerk van de belangrijkste wegen in Namibië. De wegen worden aangegeven met het prefix 'B'.
| Schild | Nummer | Route                                                                       | Lengte   |
| ------ | ------ | --------------------------------------------------------------------------- | -------- |
|        | B1     | Zuid-Afrika (N7) - Keetmanshoop - Mariental - Windhoek - Oshikango - Angola | 1.520 km |
|        | B2     | Walvisbaai - Swakopmund - Okahandja (B1)                                    | 327 km   |
|        | B3     | Grünau (B1) - Karasburg - Zuid-Afrika (N10)                                 | 160 km   |
|        | B4     | Lüderitz - Keetmanshoop (B1)                                                | 330 km   |
|        | B6     | Windhoek - Gobabis - Buitenpos - Botswana (A2)                              | 290 km   |
|        | B8     | Otavi (B1) - Rundu - Botswana (A33)                                         | 930 km   |
|        | B10    | Oshikango (B1) - Rundu (B8)                                                 | 412 km   |